# アルバート・ヴィクター (クラレンス公)
クラレンス=アヴォンデイル公爵アルバート・ヴィクター王子（Prince Albert Victor, Duke of Clarence and Avondale、全名：アルバート・ヴィクター・クリスチャン・エドワード（英語: Albert Victor Christian Edward）、1864年1月8日 - 1892年1月14日）は、イギリス王太子アルバート・エドワード（後のエドワード7世）とその妃アレクサンドラの長男。愛称はエディ。
クラレンス=アヴォンデイル公爵に叙され、父に次ぐ王位継承者とされていたが、祖母ヴィクトリア女王の在位中にインフルエンザで急逝した。のちに弟が王位を継承し、ジョージ5世として即位した。

## 生涯
1864年1月8日、エドワード王太子とその妃アレクサンドラの長男としてフログモア・ハウスで生まれる。
後に、弟ジョージ（1865年-1936年）、長妹ルイーズ（1867年-1931年）、次妹ヴィクトリア（1868年-1935年）、三妹モード（1869年-1938年）、次弟アレクサンダー（1871年、夭折）がいる。
3月10日、バッキンガム宮殿にある礼拝堂で洗礼を受ける。生涯を通じて、父エドワード王太子に次ぐイギリス王位継承権者であった。

祖母のヴィクトリア女王は、亡き夫アルバート公の名前を自分の孫全員に付けようと決めており、男の子が生まれた10日後、女王はエドワード王太子に手紙で要望している。この男の子はやがて「アルバート・ヴィクター・クリスチャン・エドワード」と名付けられた。王室内ではエドワードの名から「エディ（Edy）」と愛称された。

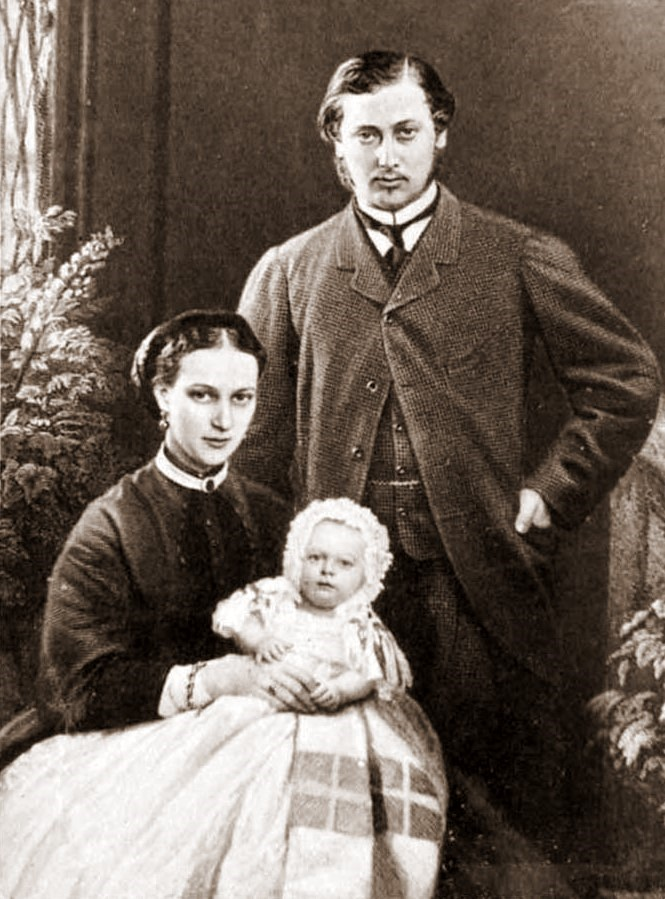
エディと父エドワード王太子、母アレクサンドラ（1864年）
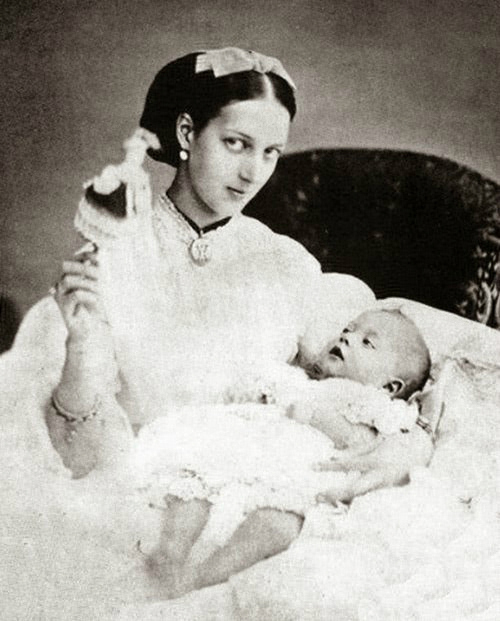
母アレクサンドラにあやされるエディ（1864年）
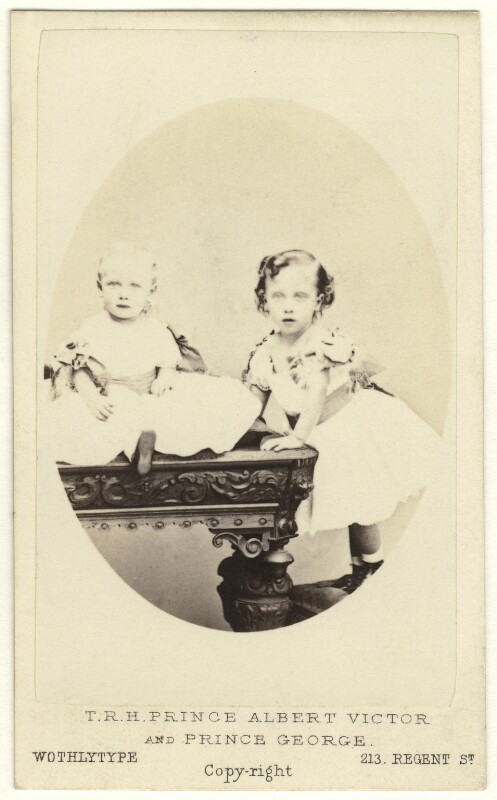
2歳のエディ（右）と弟ジョージ（左）（1866年）

### 幼年・青年期
1871年秋、エディと弟ジョージにイングランド国教会の司祭ジョン・ドルトンが家庭教師に付けられた。彼の監督のもと、両王子は読み、書き、音楽、歴史、地理、語学を学んだ。ドルトンは教育のためとあらば両王子にはっきりと諫言する人物で、勉強だけでなく遊び・運動も共にした。ドルトンの観察によれば、エディは「おっとりして、口数も少なく、ものを言っても低い声。集中力に欠け、落ち着きのない子」であったという。
母も父もその暮らしは贅沢で、両王子を連れて旅行に出かけることもしばしばであり、ドルトンはこの点を「教育に良くない」と指摘している。また幼少期の両王子はお行儀が悪く、ヴィクトリア女王が激怒したこともあった。
1877年、エディはジョージとともに海軍兵学校に入校し、軍艦ブリタニアで学んだ。当初ヴィクトリア女王は、兄弟二人ともが海軍に入ることに反対したが、ドルトンは「気弱なエディはジョージと一緒でなければやる気をなくす」として女王を説得した。

両王子は他の士官候補生と同じく、昼は訓練に励み、夜はハンモックで眠った。二人に同行したドルトンの観察するところ、エディは物事を把握する力に欠けていたという。
1879年9月、両王子はコルベット艦『バカンテ』で遠洋航海に出た。航海はドルトンの提案によるもので、回数も3度にわたり、（第1回）は地中海 - カリブ海、（第2回）はスペイン・アイルランド、（第3回）は南米、オーストラリア、日本、清、エジプトから地中海を経て帰国という航路をたどった。
出発前にドルトンは、バカンテよりも頑丈な艦を求めたものの、これは女王から撥ねつけられた。しかしドルトンの予感は的中し、オーストラリアに向かう途中でバカンテは暴風に遭い、一時は操舵不能となるアクシデントが起きた。幸い舵は復旧でき、オーストラリアを経て1881年10月には両王子は日本を訪れることができた。
10月24日、バカンテは横浜に入港し、両王子はそのまま東京の迎賓館（延遼館）に向かった。その日の午後には、元勲ら（三条実美、岩倉具視、伊藤博文など）による晩餐会も催された。翌日、両王子は皇居を参内し、明治天皇に拝謁した。天皇は落ち着いた態度で両王子を温かく迎えたという。滞在中、エディは弟ジョージとともに日本政府の手配した彫り師に刺青を彫ってもらっている。

31日、一行は東京を発ち、神戸・大阪・下関を経て、11月15日に日本を後にした。翌1882年8月、一行は帰国した。

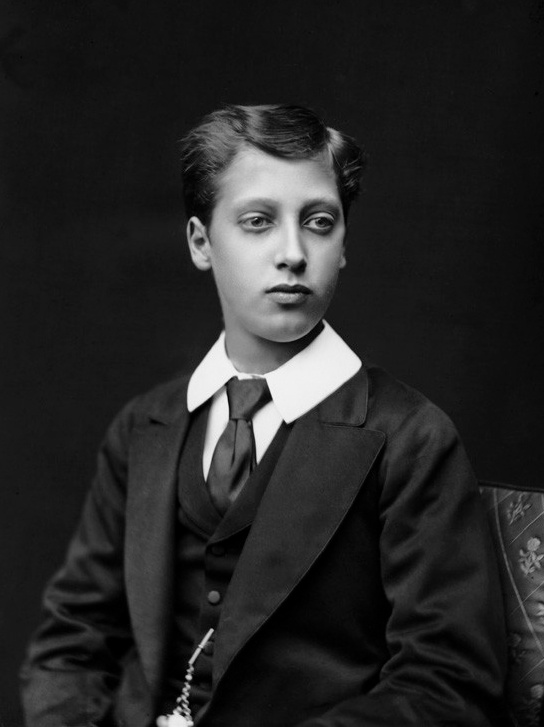
11歳のエディ（1875年）
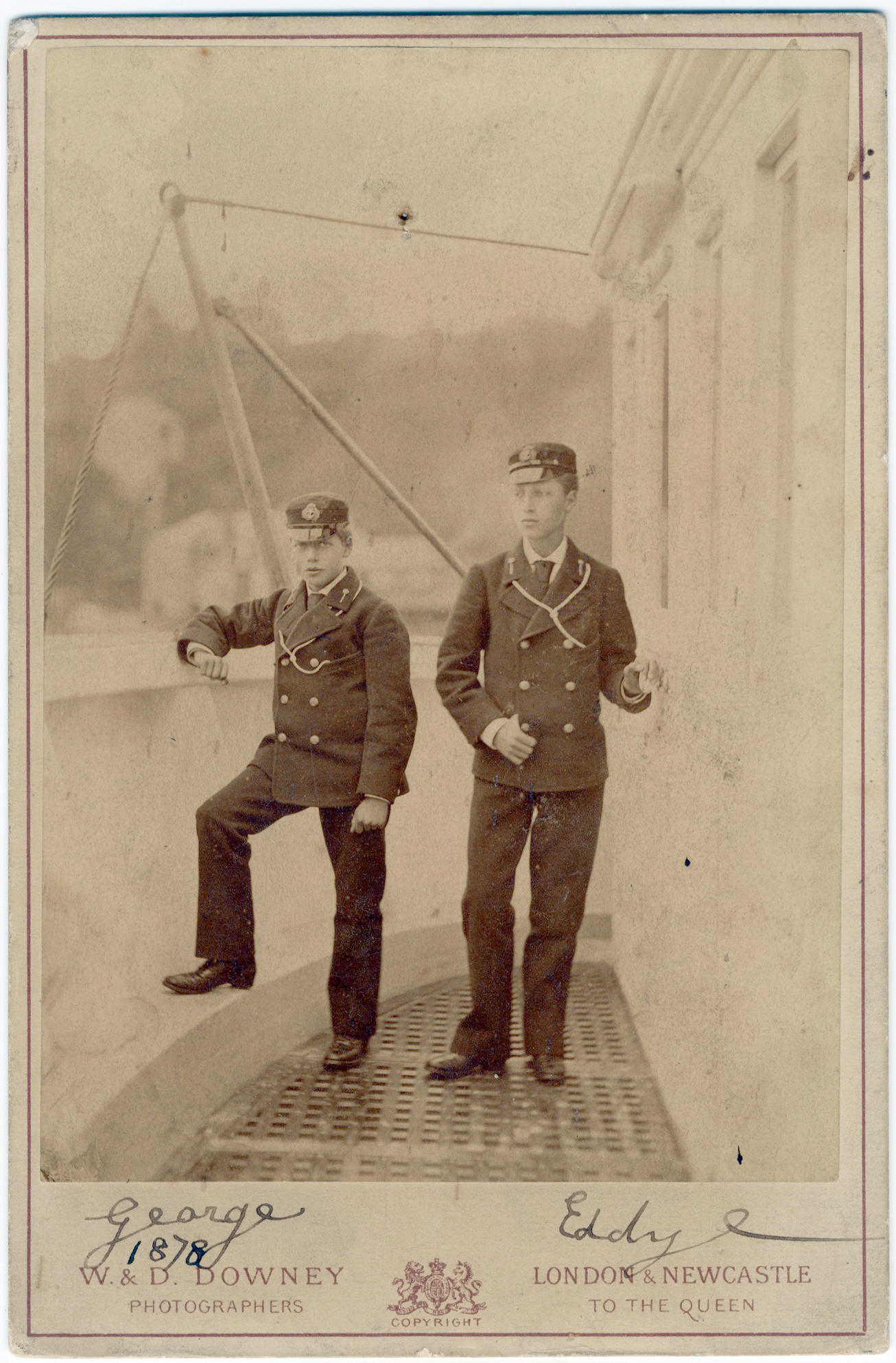
士官候補生時代のエディ（右）とジョージ（左）訓練艦ブリタニア（英語版）艦上にて。（1878年）
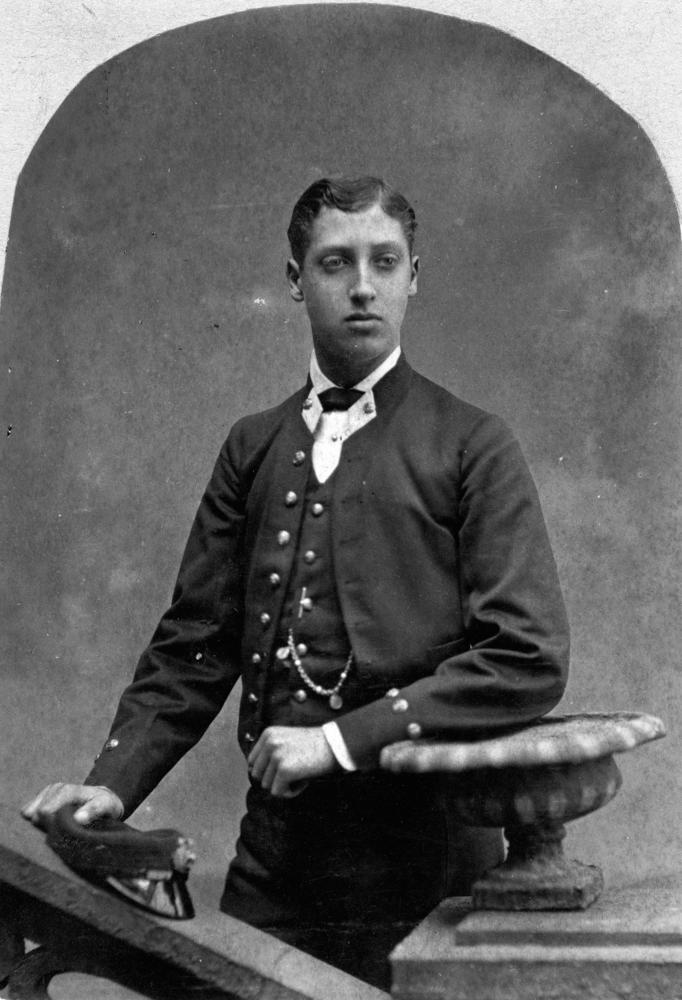
17歳のエディ（1881年）

### 大学在学中から陸軍勤務時代

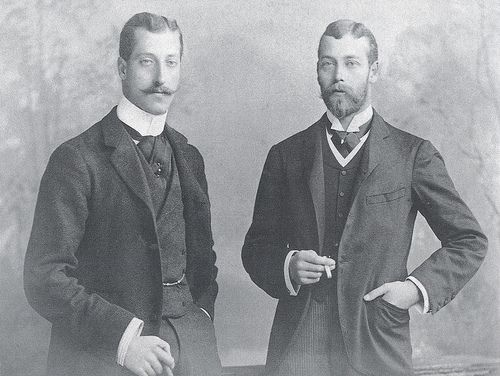
エディと弟ジョージ

1883年、19歳を迎えたエディはケンブリッジ大学（トリニティ・カレッジ）に入学した。大学での勉学は良い結果をもたらさず、ある家庭教師いわく「読む言葉の意味をほとんど知らない」状態だった。在学中に、切り裂きジャック事件の犯人であるとか、ロンドンの男娼宿に出入りしていたのではないか（クリーブランド街の醜聞）といった噂が流れた。特にクリーブランド街の醜聞事件後は、エディはこのスキャンダルから逃げるように1889年から翌年にかけて単身でインドを訪問した。
帰国すると、1890年5月24日にクラレンス＝アヴォンデイル公爵（及びアスローン伯爵）に叙せられた。
大学卒業後、陸軍に進んだ。1886年、第10王立軽騎兵連隊の中尉となる。翌年、大尉に進んだが、第9女王槍騎兵連隊、第3国王歩兵連隊と部隊を転々とした。しかしここ陸軍でも勤務態度は芳しくなく、陸軍総司令官の第2代ケンブリッジ公爵ジョージ王子（エディの大叔父）は「常習的かつ、どうしようもない怠け者」とみなし、「何一つやる気がないし、まともにできた試しがない」と酷評したという。1891年、少佐に進むと同時に陸軍を離れた。

### 婚約と早すぎる死
エディは8歳年下の従妹アリックス（ヘッセン大公家の息女）に思いを寄せていた。しかしアリックスの方はエディを好きになれず、プロポーズも断ってきた。
エディは次に、フランス・オルレアン家のエレーヌ・ドルレアンとの婚約を望んだ。しかしエレーヌはカトリックであり、将来プロテスタントの長として「イングランド国教会の頂点」に君臨するエディとは相いれなかった。ローマ教皇もこの婚約に反対し、結局この縁談も破談となった。
これは任せておけないと感じたヴィクトリア女王は、メアリ・オブ・テック（テック公爵家：南ドイツ・ヴュルテンベルク王家の傍系の出身）をエディにあてがおうと考えた。この縁談はうまく進み、1891年12月に二人は婚約した。
婚約から一月が過ぎた1892年の年明け、エディは年末にこじらせた風邪を王室の別邸サンドリンガム・ハウスでやり過ごしていた。1月7日、狩猟から帰ってくると、エディの体調は急速に悪化した。14日、インフルエンザと肺炎を併発してあっけなく薨去した。ウィンザー城の礼拝堂に埋葬された。

エディの死に王室は大きな衝撃を受けた。父エドワード王太子は女王に宛てた手紙のなかで、「自分の命に何の価値も見出せない私としては、喜んで息子の身代りになりたかった」と辛い胸の内を吐露した。女王は突然婚約者を失ったメアリを不憫に思い、弟ジョージ王子と婚約してほしいと望んだ。エドワード王太子も、ジョージ王子もそれを望み、翌年二人は婚約している。

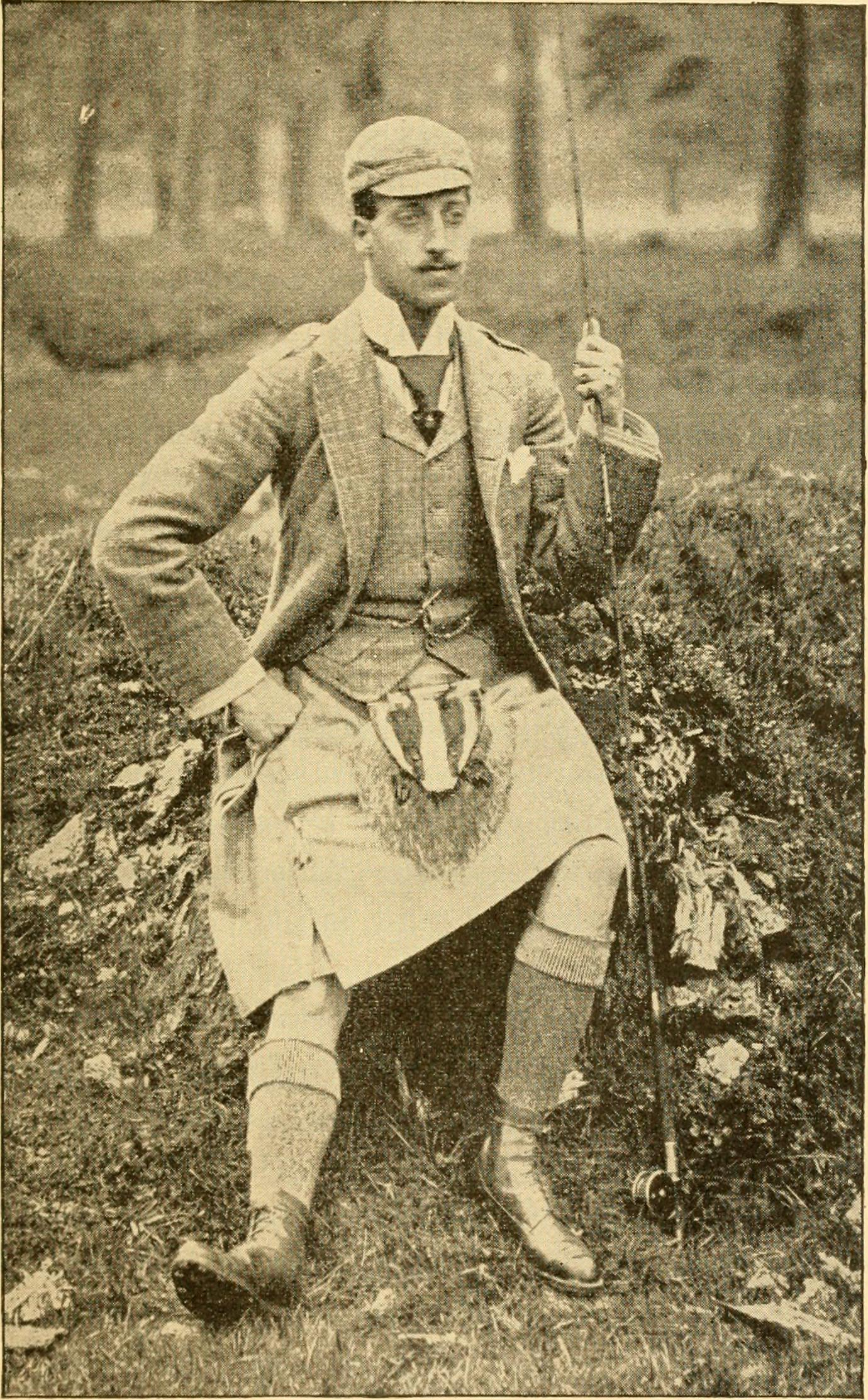
スコットランドの民族衣装キルトを履くエディ（1890年頃）
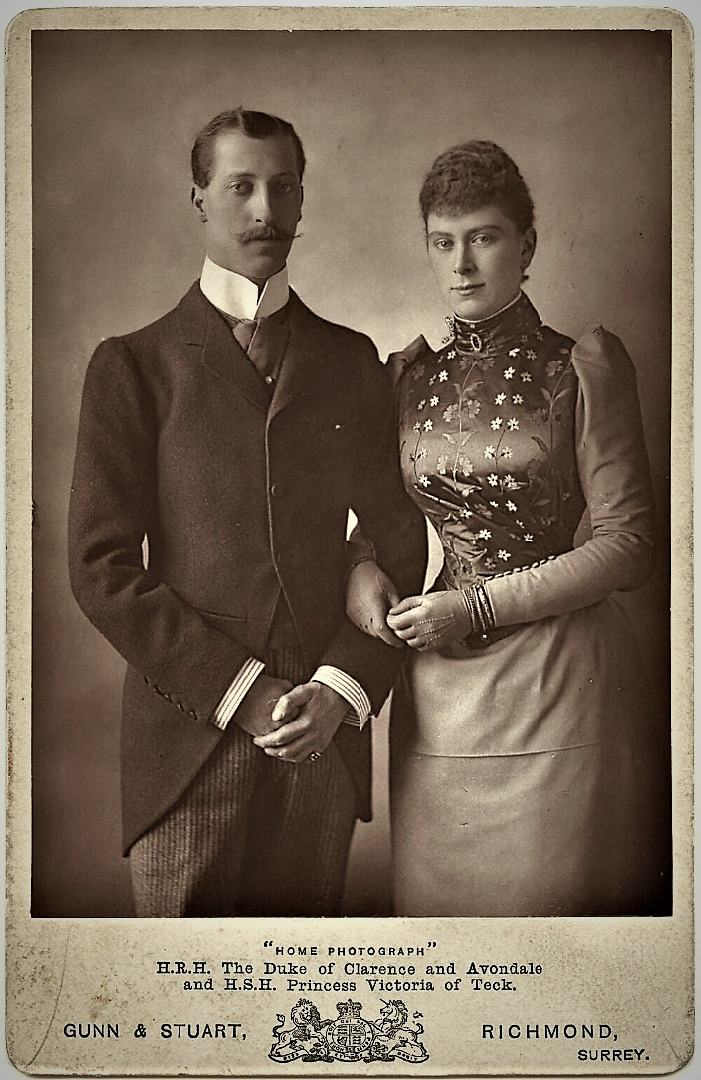
エディと婚約者メアリ（1891年）

## 人物

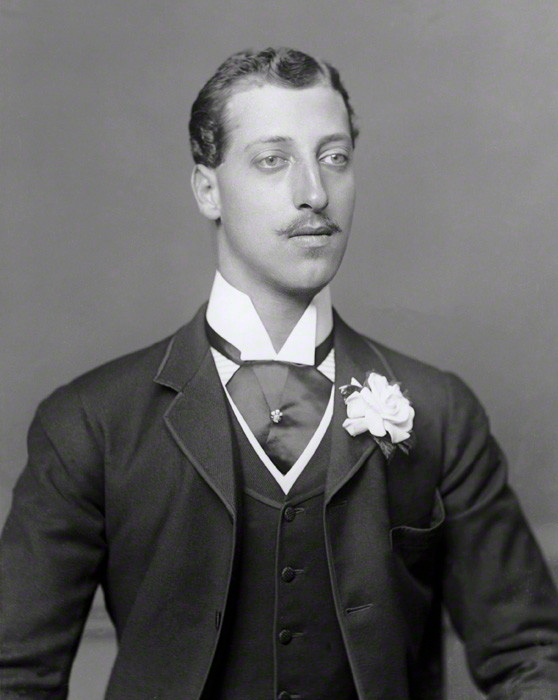
フロックコート姿のエディ（1880年）。襟カラーの高さが際立つ。

- 首が長いことを気にしており、襟カラーで隠すようにしていた。そのため、服好きであったことと引っかけて「カラーとカフス」というニックネームがあった[21]。
- フリーメイソンのメンバーだった[28][29]。
- 歴史家サー・フィリップ・マグナス（英語版）は、素行の良くなかったエディが急逝し、代わりにのち弟ジョージ王子が国王に就いたことについて、「慈悲深い摂理（a merciful act of providence）」と辛辣に評している[2]。

## 栄典

エディの紋章一式

### 爵位
- 1890年5月24日、クラレンス=アヴォンデイル公爵、アスローン伯爵

### 勲章
- - ガーター勲章（KG）
- - 聖パトリック勲章（KP）

### 外国勲章
以下の叙勲の出典は、完全貴族名鑑による。
- オランダ：オランダ獅子勲章（オランダ語版）
- イタリア：受胎告知勲章
- ルーマニア：ルーマニアの星勲章（英語版）
- ポルトガル：塔と剣勲章（ポルトガル語版）
- トルコ：オスマニエ勲章（トルコ語版）
- ブラジル：南十字星勲章
- スペイン：カルロス3世勲章（スペイン語版）

### 名誉職
- ケンブリッジ大学名誉法学博士（LLD）[1]
- ダブリン大学名誉法学博士（LLD）[1]